# دانشگاه صنعتی تالین

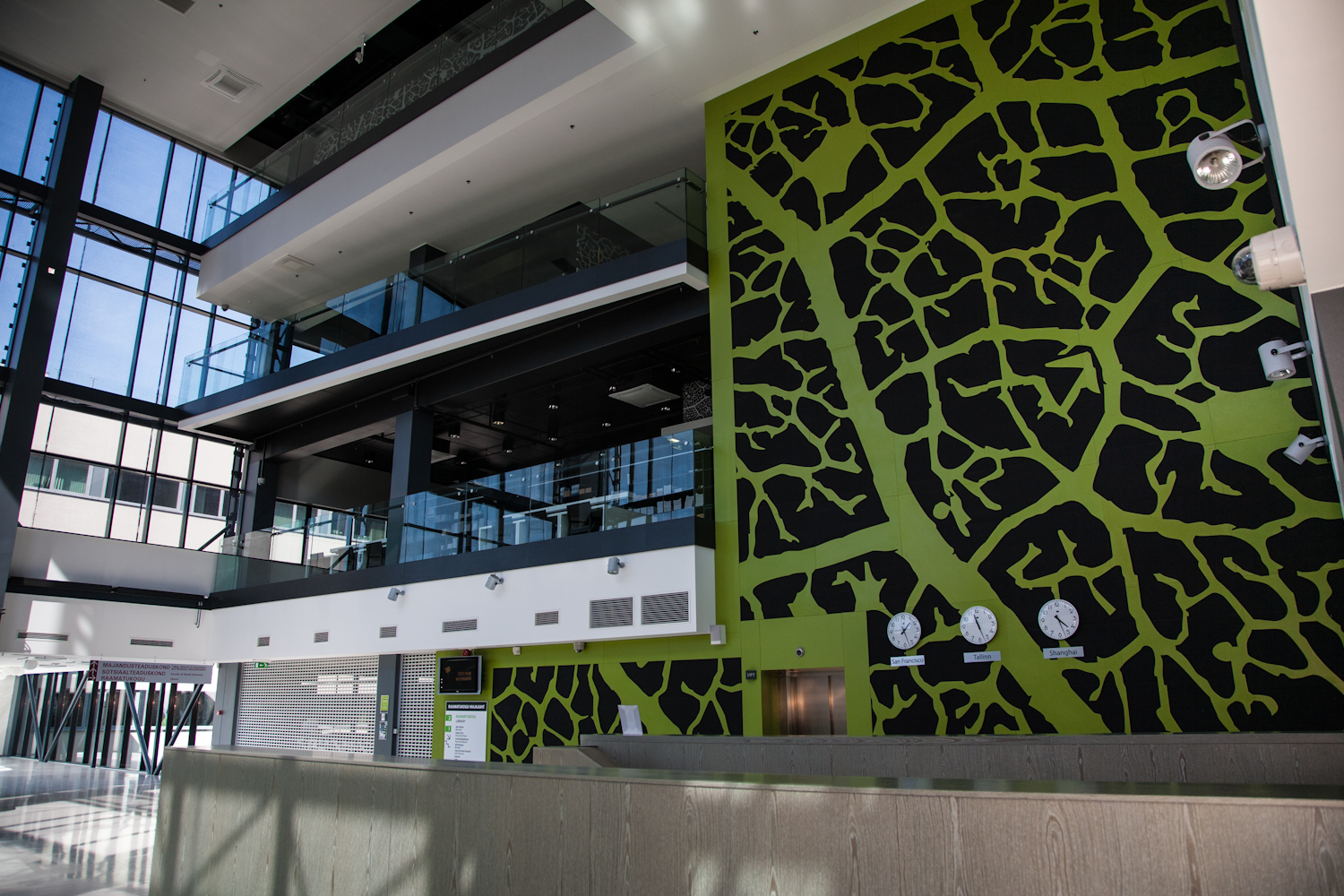
ساختمان جدید کتابخانه دانشگاه فناوری تالین

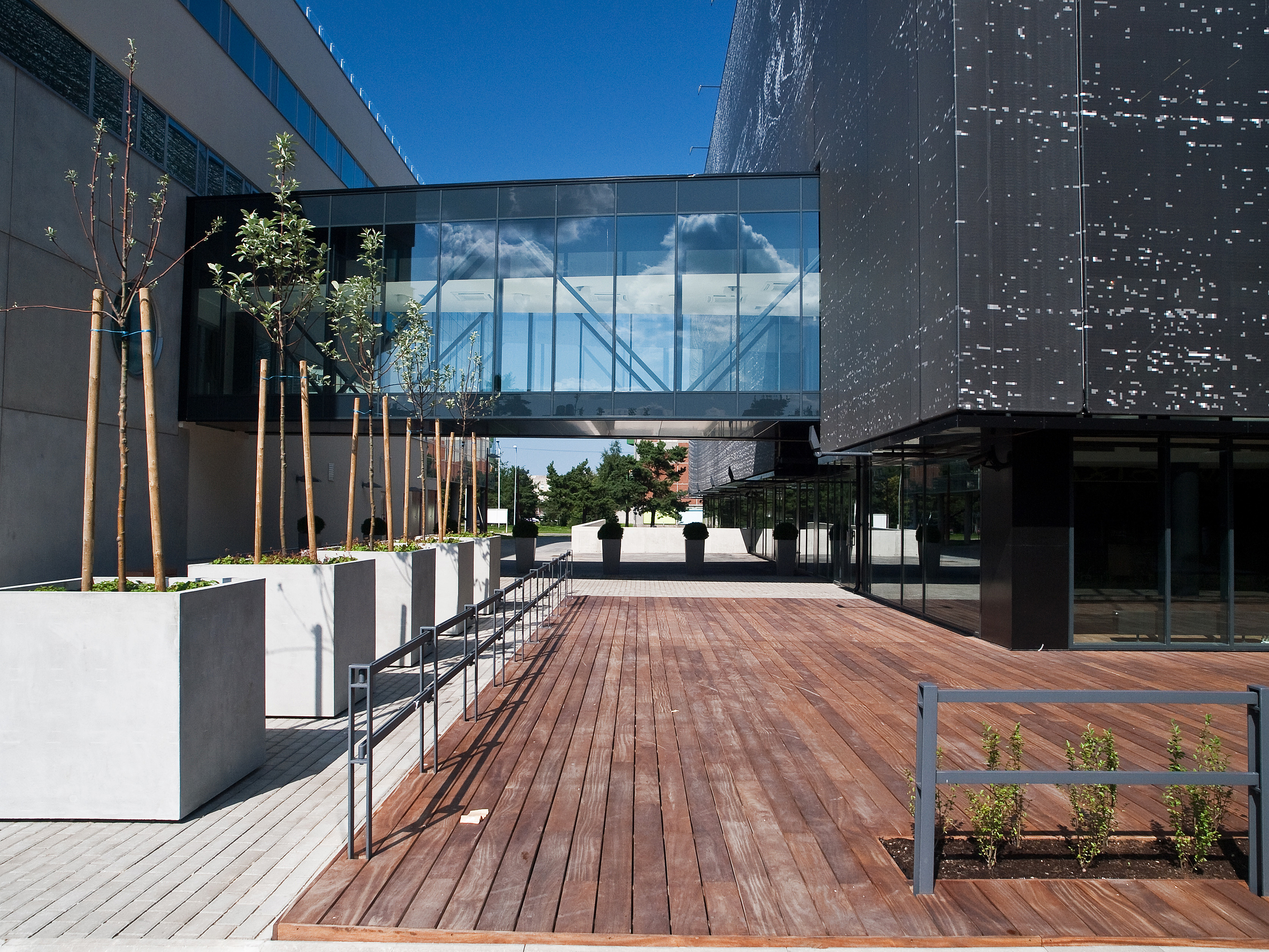
پردیس دانشگاه صنعتی تالین

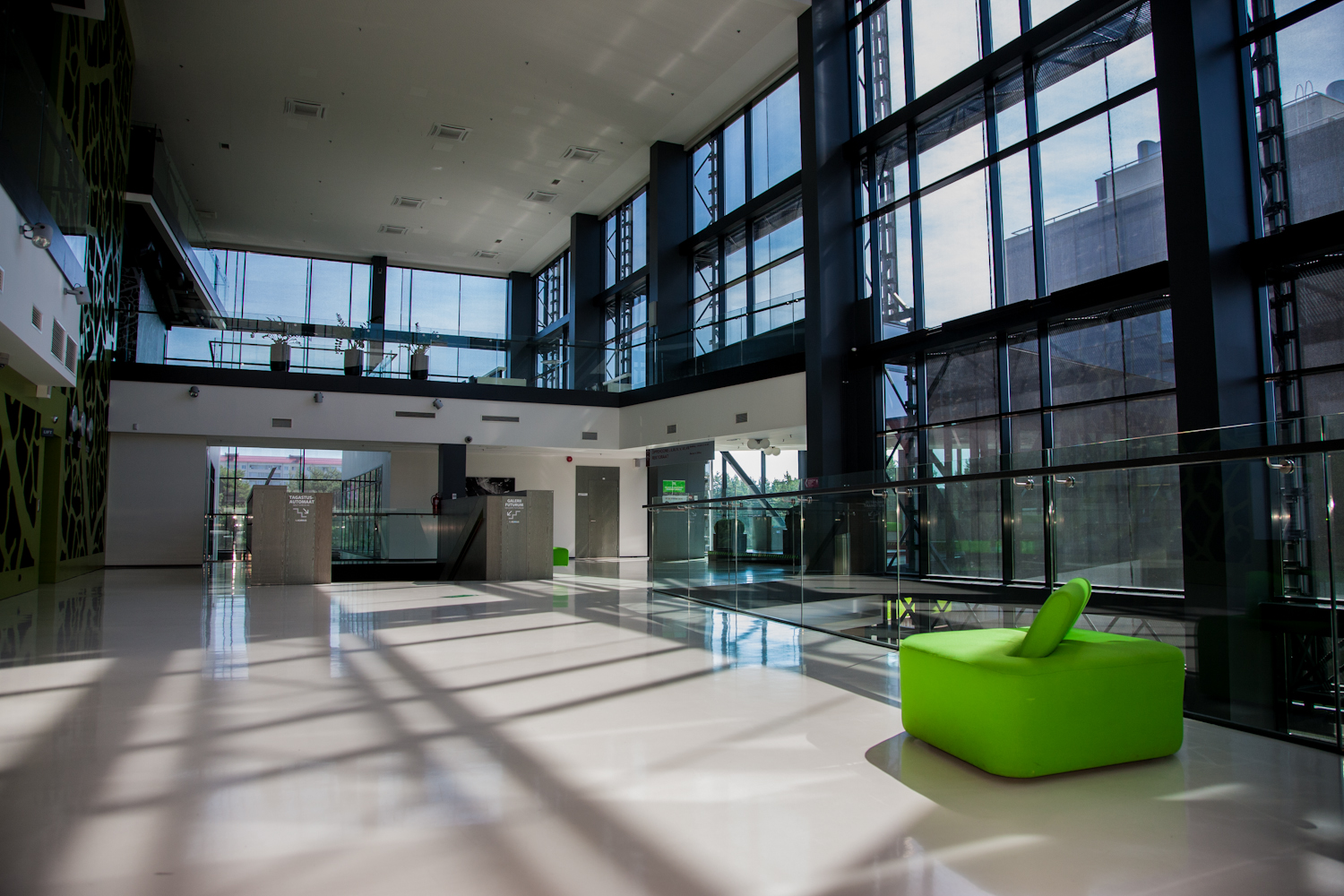
ورودی کتابخانه

دانشگاه صنعتی تالین (به استونیایی: Tallinna Tehnikaülikool, abbreviated TTÜ) تنها دانشگاه فنی کشور استونی و یکی از سه دانشگاه برتر این کشور می‌باشد که در شهر تالین پایتخت استونی واقع شده است.

## دانشکده‌ها
- دانشکده مهندسی عمران
- دانشکده مهندسی قدرت
- دانشکده انفورمانیک
- دانشکده شیمی و تکنولوژی مواد
- دانشکده اقتصاد و ام بی ای
- دانشکده علوم
- دانشکده مهندسی مکانیک
- دانشکده علوم اجتماعی